# SD Compostela
Sociedad Deportiva Compostela, S.A.D. je španski nogometni klub, ki je bil ustanovljen leta 1962.
Domače tekme igra na stadionu San Lázaro v Santiago de Compostela.